# Lumsen (Svärdsjö socken, Dalarna)
Lumsen är en sjö mitt i byn Lumsheden i Falu kommun i Dalarna och ingår i Gavleåns huvudavrinningsområde. Sjön är 6,5 meter djup, har en yta på 0,102 kvadratkilometer och befinner sig 180 meter över havet. Sjön avvattnas av vattendraget Storån.

## Delavrinningsområde
Lumsen ingår i det delavrinningsområde (673410-152474) som SMHI kallar för Utloppet av Lumsen. Medelhöjden är 247 meter över havet och ytan är 4,06 kvadratkilometer. Det finns ett avrinningsområde uppströms, och räknas det in blir den ackumulerade arean 16,74 kvadratkilometer. Storån som avvattnar avrinningsområdet har biflödesordning 3, vilket innebär att vattnet flödar genom totalt 3 vattendrag innan det når havet efter 72 kilometer. Avrinningsområdet består mestadels av skog (86 procent). Avrinningsområdet har 0,1 kvadratkilometer vattenytor vilket ger det en sjöprocent på 2,4 procent. Bebyggelsen i området täcker en yta av 0,13 kvadratkilometer eller 3 procent av avrinningsområdet.